# Horley (Oxfordshire)
Horley – wieś w Anglii, w hrabstwie Oxfordshire, w dystrykcie Cherwell. Leży 39 km na północ od Oksfordu i 109 km na północny zachód od Londynu. W 2001 miejscowość liczyła 319 mieszkańców.